# Mike Peluso (ishockeyspelare född 1974)
Michael "Mike" Peluso, född 2 september 1974, är en amerikansk före detta professionell ishockeyspelare som tillbringade två säsonger i den nordamerikanska ishockeyligan National Hockey League (NHL), där han spelade för ishockeyorganisationerna Chicago Blackhawks och Philadelphia Flyers. Han producerade sex poäng (fyra mål och två assists) samt drog på sig 19 utvisningsminuter på 38 grundspelsmatcher. Han har tidigare spelat på lägre nivåer för Portland Pirates, Worcester Icecats, Norfolk Admirals och Philadelphia Phantoms i American Hockey League (AHL), Minnesota Duluth Bulldogs (University of Minnesota Duluth) i National Collegiate Athletic Association (NCAA) och Omaha Lancers i United States Hockey League (USHL).
Peluso draftades i tionde rundan i 1994 års draft av Calgary Flames som 253:e spelare totalt.
Han är yngre kusin till den före detta ishockeyspelaren med samma namn Mike Peluso, som spelade i NHL mellan 1989 och 1998 och vann Stanley Cup med New Jersey Devils.

## Statistik
| 1992–1993   | Omaha Lancers             | USHL        | 45  | 21  | 12  | 33  | 31  | —  | — | — | —  | —  |
| 1993–1994   | Omaha Lancers             | USHL        | 48  | 36  | 29  | 65  | 77  | —  | — | — | —  | —  |
| 1994–1995   | Minnesota Duluth Bulldogs | NCAA        | 38  | 11  | 23  | 34  | 38  | —  | — | — | —  | —  |
| 1995–1996   | Minnesota Duluth Bulldogs | NCAA        | 38  | 25  | 19  | 44  | 64  | —  | — | — | —  | —  |
| 1996–1997   | Minnesota Duluth Bulldogs | NCAA        | 37  | 20  | 20  | 40  | 53  | —  | — | — | —  | —  |
| 1997–1998   | Minnesota Duluth Bulldogs | NCAA        | 40  | 24  | 21  | 45  | 100 | —  | — | — | —  | —  |
| 1998–1999   | Portland Pirates          | AHL         | 26  | 7   | 6   | 13  | 6   | —  | — | — | —  | —  |
| 1999–2000   | Portland Pirates          | AHL         | 71  | 25  | 29  | 54  | 86  | 4  | 2 | 0 | 2  | 0  |
| 2000–2001   | Portland Pirates          | AHL         | 19  | 12  | 10  | 22  | 17  | —  | — | — | —  | —  |
|             | Worcester Icecats         | AHL         | 44  | 17  | 23  | 40  | 22  | 11 | 3 | 3 | 6  | 4  |
| 2001–2002   | Chicago Blackhawks        | NHL         | 37  | 4   | 2   | 6   | 19  | —  | — | — | —  | —  |
|             | Norfolk Admirals          | AHL         | 29  | 18  | 9   | 27  | 4   | 4  | 1 | 0 | 1  | 0  |
| 2002–2003   | Norfolk Admirals          | AHL         | 74  | 24  | 31  | 55  | 35  | 9  | 1 | 2 | 3  | 4  |
| 2003–2004   | Philadelphia Flyers       | NHL         | 1   | 0   | 0   | 0   | 0   | —  | — | — | —  | —  |
|             | Philadelphia Phantoms     | AHL         | 72  | 13  | 18  | 31  | 87  | 5  | 0 | 1 | 1  | 4  |
| NHL totalt  | NHL totalt                | NHL totalt  | 38  | 4   | 2   | 6   | 19  | —  | — | — | —  | —  |
| AHL totalt  | AHL totalt                | AHL totalt  | 335 | 116 | 126 | 242 | 257 | 33 | 7 | 6 | 13 | 12 |
| NCAA totalt | NCAA totalt               | NCAA totalt | 153 | 80  | 83  | 163 | 255 | —  | — | — | —  | —  |
| USHL totalt | USHL totalt               | USHL totalt | 93  | 57  | 41  | 98  | 108 | —  | — | — | —  | —  |